# روب ألين
روب ألين (بالإنجليزية: Rob Allyn)‏ هو كاتب أمريكي، ولد في 18 أكتوبر 1959 في كاليفورنيا في الولايات المتحدة.

## وصلات خارجية
- روب ألين على موقع IMDb (الإنجليزية)
- روب ألين على موقع قاعدة بيانات الفيلم (الإنجليزية)